# شارلوت كارلسون
شارلوت كارلسون (بالسويدية: Charlotte Karlsson)‏ هي منافسة ألعاب القوى سويدية، ولدت في 18 أغسطس 1984.

## وصلات خارجية
- شارلوت كارلسون على موقع الاتحاد الدولي لألعاب القوى (الإنجليزية)